# Single-issue
Single-issue è un neologismo della lingua italiana, usato nell'espressione politiche single-issue o più spesso movimenti single-issue (tradotto dall'inglese lett. "movimenti monotematici") per indicare, soprattutto a partire dalla fine del XX secolo, partiti politici e organizzazioni impegnate nella difesa di singole questioni o materie. L'emersione di tali movimenti si inserisce nel contesto della fine dei partiti di massa collettivi tradizionali otto-novecenteschi, che sposavano un solido impianto programmatico, e della deriva delle ideologie politiche seguita alla fine della guerra fredda.
Tra i primi e più famosi movimenti single-issue quelli ambientalisti, sensibili ai mutamenti climatici (in Europa e in Italia è celebre il partito dei Verdi), quelli per la difesa dei diritti delle donne (diritto all'aborto, lotta per il riconoscimento del divorzio negli anni settanta), e in generale della sfera dei diritti di genere (parità di condizione tra uomini e donne, bianchi e neri, omosessuali ed eterosessuali). Queste organizzazioni fanno perno unicamente sulla difesa e la lotta per la conquista di determinate tutele o diritti civili (non sociali), e agiscono sul piano della lotta individuale tipica della nostra epoca, e non più su quello della lotta di classe o della contestazione su base collettiva (ogni singolo individuo, in quanto singolo, risulta collegato di conseguenza a una rete di appartenenze e identità fondate su singoli aspetti, tra cui l'origine, la generazione, il gusto, le propensioni al consumo, ecc). A questo genere di movimenti appartengono anche i partiti regionalisti o localistici e, come già accennato, quelli razzisti.